# 匡湧
匡湧（1963年6月—），男，汉族，江苏无锡人，中华人民共和国政治人物，曾任全国工商联常委、青海省工商联主席、青海省住房和城乡建设厅厅长，第十、十一、十二届全国政协委员。毕业于西安冶金建筑学院建筑学专业。

## 生平
2008年，当选第十一届全国政协委员，代表中华全国工商业联合会，分入第二十一组。
2014年1月24日，在青海省十二届人大三次会议上，当选为青海省人民政府副省长。同年5月29日，他不再担任青海省住房和城乡建设厅厅长。